# Třebestovice
Třebestovice är en ort i Tjeckien.   Den ligger i regionen Mellersta Böhmen, i den centrala delen av landet, 40 km öster om huvudstaden Prag. Třebestovice ligger 198 meter över havet och antalet invånare är 799.
Terrängen runt Třebestovice är platt. Runt Třebestovice är det ganska tätbefolkat, med 124 invånare per kvadratkilometer. Närmaste större samhälle är Nymburk, 9,0 km nordost om Třebestovice. Trakten runt Třebestovice består till största delen av jordbruksmark.